# Neoechinorhynchus formosanus
Neoechinorhynchus formosanus är en hakmaskart som först beskrevs av Hiroshi Harada 1938.  Neoechinorhynchus formosanus ingår i släktet Neoechinorhynchus och familjen Neoechinorhynchidae. Inga underarter finns listade i Catalogue of Life.